# Butišnica
La Butišnica est une rivière de Croatie. Longue de 39 km, elle est un affluent droit de la rivière Krka. Elle fait partie du bassin versant de la mer Adriatique. Son propre bassin couvre une superficie de 225 km2
La Butišnica prend sa source près du village de Kaldrme et elle se jette dans la Krka près de Knin.